# Notre-Dame-des-Flots (Treffiagat)

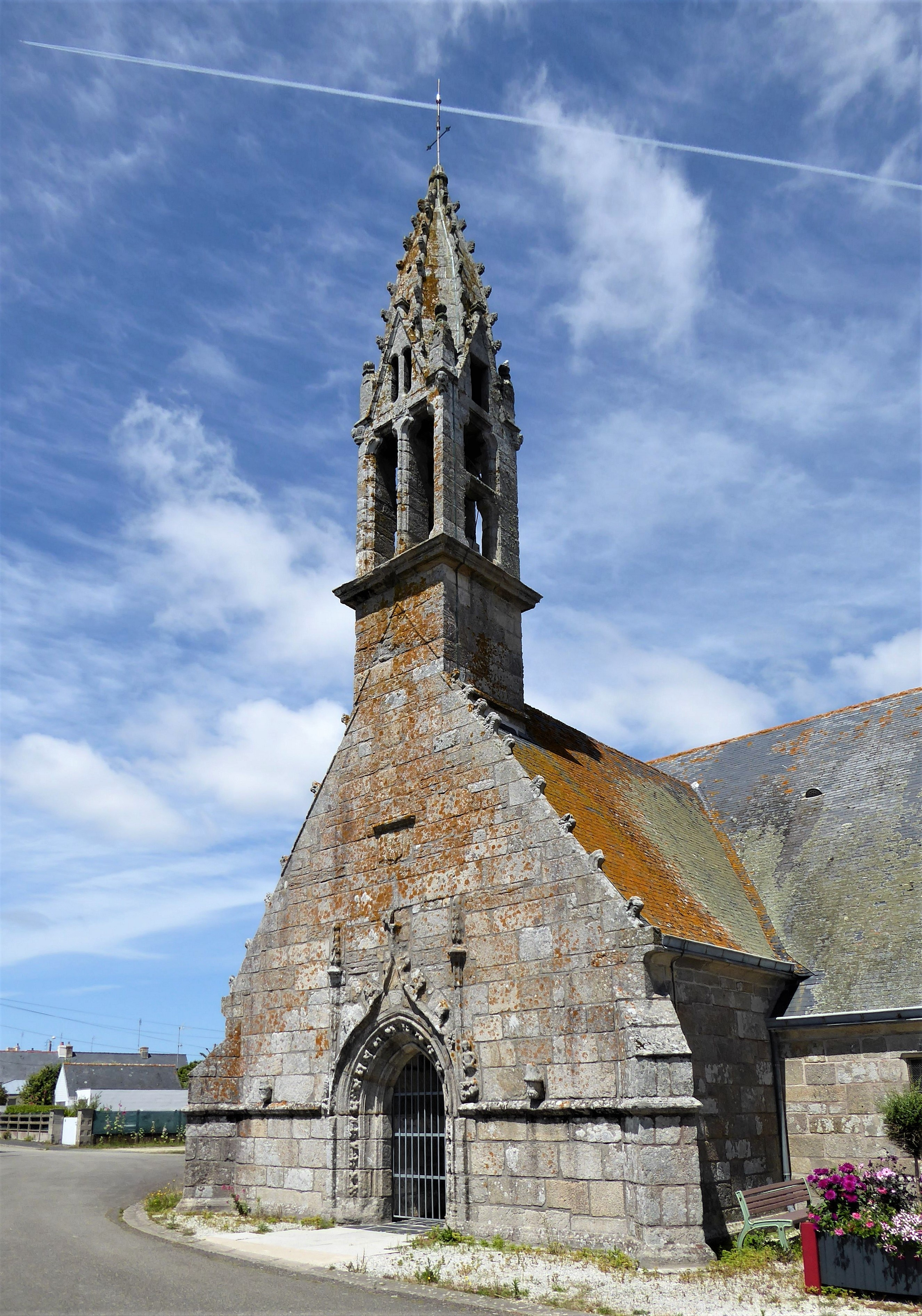
Die denkmalgeschützte Fassade der südlichen Vorhalle

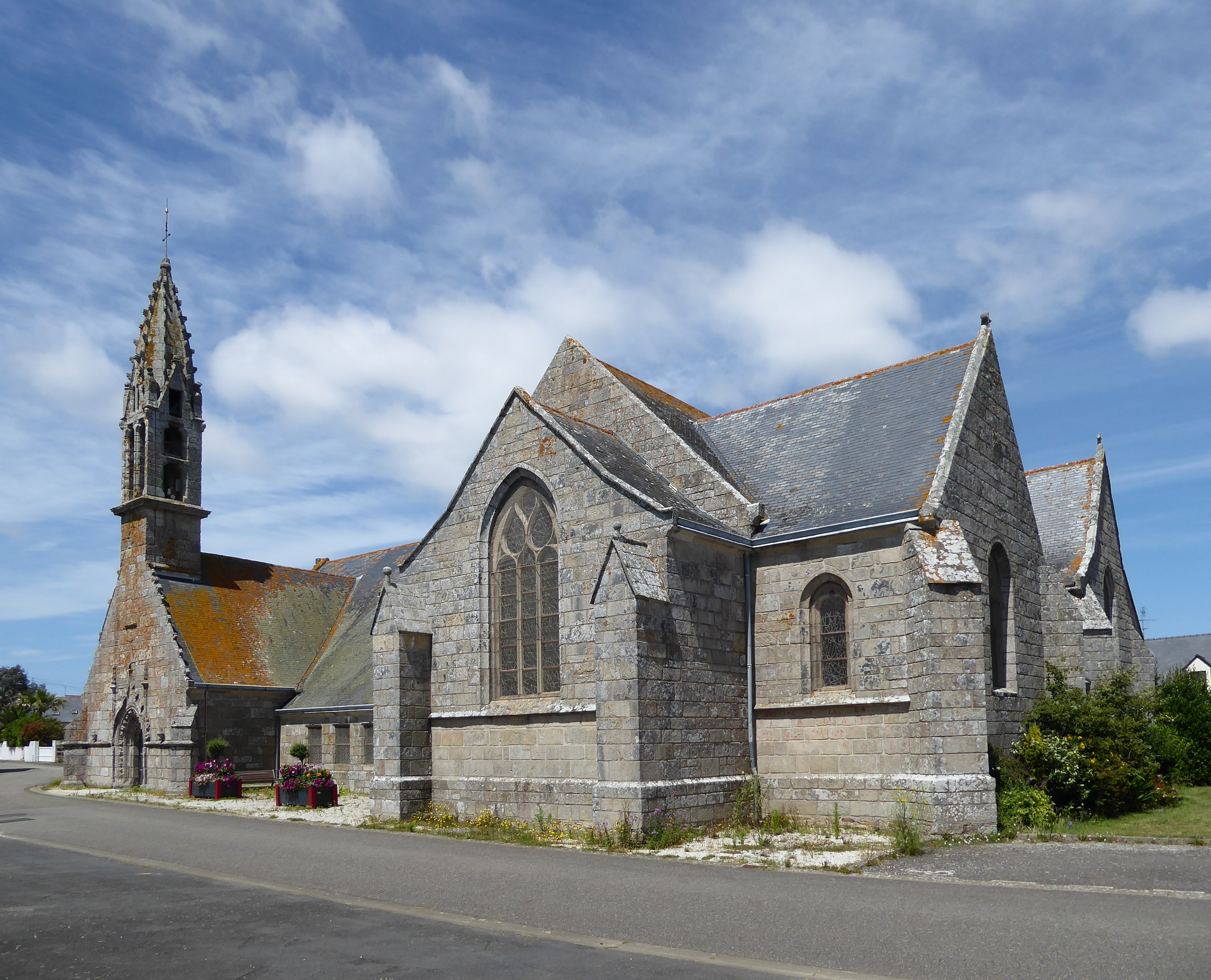
Ansicht von Südosten

Notre-Dame-des-Flots ist eine römisch-katholische Pfarrkirche in Léchiagat, einem Ortsteil von Treffiagat im französischen Département Finistère.
Das Bauwerk gehört zu den ungewöhnlichsten Baudenkmälern in der Bretagne, da die Kirche unter Einbeziehung von Material mehrerer Kirchenruinen errichtet wurde. Der Glockenturm und Westgiebel der früheren Kapelle St-Jean in Leuhan sind seit 1926 als Monument historique klassifiziert.

## Geschichte
Die Pfarrkirche Notre-Dame-des-Flots wurde zwischen 1958 und 1960 nach Plänen des Architekten Yves Michel errichtet. Weite Teile des Mauerwerks stammen von der Ruine der Kapelle St-Herbot in Le Trévoux. Von dort stammt auch der Tabernakel. Der denkmalgeschützte Westgiebel und Glockenturm der Kapelle St-Jean in Leuhan wurde einer südlichen Eingangshalle vorgesetzt. Ein Portal in Stil der Flamboyantgotik stammt aus dem alten Pfarrhaus von Plonéour-Lanvern. Die Ruine der Fassade eines niedergebrannten Hauses in Plomeur stellte Steinmaterial für die Sakristei zur Verfügung. Weiteres Steinmaterial für den Kirchenneubau stammt aus der Ruine der Kapelle Lan-Fiacre in Mahalon.